# 济南轨道交通3号线
济南轨道交通3号线（又称济南地铁3号线），工程名为R3线，是中华人民共和国济南市的一条地铁线路，目前开通运营路段全长33.675公里，共设车站18座。2016年6月20日，一期工程全线开工建设，全长21.592公里，共设车站13座。，2019年9月28日试运行，2019年12月28日载客初期运营。二期工程全长约12.9公里，共设车站6座，2024年11月22日开通除机场北站外其余5站，机场北站将与济南遥墙国际机场T2航站楼工程同步开通。

## 沿革
- 2016年6月20日，一期工程全线开工建设。
- 2019年9月28日，一期工程开通试运行。
- 2019年12月28日，一期工程开通载客初期运营，其中裴家营站暂缓开通。
- 2021年3月26日，济南地铁2号线开通，3号线末班车时间从21:30延长至22:00。
- 2023年9月23日，启用新运行图，往龙洞站方向始发站发车时间延长至22:02。[4]
- 2023年10月25日，裴家营站开通。[5]
- 2024年11月22日上午11点，二期工程开通运营，其中机场北站暂缓开通。同时因车站附近道路更名，礼耕路站同步改名为安成街站。[6]

## 线路概况
一期工程起于南端的龙洞站，止于滩头站。设站13座，平均站间距1.778km。线路南端设龙洞停车场，北端设济南东车辆段；工程计划投资额约为510000万元。
二期工程向北延伸至遥墙机场，服务空港组团、遥墙机场等主要客流集散点，是支持济南城市规划近期重点区域发展，加强重要对外客运枢纽衔接的线路。线路南起一期工程终点滩头站，北至机场北站，主要沿机场路走行，全长约12.9公里，共设车站6座，全线均采用地下敷设方式。

## 运营
运营时间为每日6:00-22:00，同步对向始发，采用大小交路运营模式。龙洞站——机场南站实行大交路运行，龙洞站——滩头站采用小交路运行，其中，每日6:00-20:00采用大小交路交替运行，每日20:00—22:00，龙洞站至机场南站采用单一大交路运行。

### 行车间隔
| 时间        | 高峰/平峰            | 区间             | 行车间隔 |
| ----------- | -------------------- | ---------------- | -------- |
| 6:00—20:00  | 工作日高峰期         | 龙洞站——滩头站   | 5分钟    |
| 6:00—20:00  | 工作日高峰期         | 滩头站——机场南站 | 10分钟   |
| 6:00—20:00  | 工作日、双休日平峰期 | 龙洞站——滩头站   | 7分30秒  |
| 6:00—20:00  | 工作日、双休日平峰期 | 滩头站——机场南站 | 15分钟   |
| 20:00—22:00 | 不適用               | 龙洞站——机场南站 | 10分钟   |

停站时间为龙洞站、滩头站停站60秒，花园东路站、丁家庄站、奥体中心站、王舍人站停站45秒，八涧堡站、礼耕路站、张马屯站停站40秒，龙奥大厦站、孟家庄站、济南东站停站35秒。部分车站为方便换乘，实际停车间隔会有所调整。

### 大站快车
每日22:00以后，推出“大站快车”服务，开行4列由机场南站往龙洞站方向的列车，发车时间分别为22:15、22:30、22:50、23:10，沿途在济南东站、王舍人站、八涧堡站、丁家庄站、奥体中心站、龙洞站6个车站停站。机场南站、济南东站乘客可进站乘车，其他车站只下不上。

## 车站
夜间大站快车图例
●：停靠、↑：通过不停车（仅限箭头方向运行）、▼：该站只下不上
| 期数 | 车站       | 行政区 | 车站形式     | 里程 (千米) | 站台宽度 | 车站规模 (平方米) | 换乘线路                                                                        | 换乘形式 | 大站快车 | 开通日期       | 参考资料            |
| ---- | ---------- | ------ | ------------ | ----------- | -------- | ----------------- | ------------------------------------------------------------------------------- | -------- | -------- | -------------- | ------------------- |
| 一期 | 龙洞站     | 历下区 | 地下二层岛式 | 0           | 11m      | 21027.1           | 不適用                                                                          | 不適用   | ▼        | 2019年12月28日 | [ 10 ] [ 11 ] [ 6 ] |
| 一期 | 孟家庄站   | 历下区 | 地下二层岛式 | 1.717       | 11m      | 18400             | 不適用                                                                          | 不適用   | ↑        | 2019年12月28日 | [ 10 ] [ 11 ] [ 6 ] |
| 一期 | 龙奥大厦站 | 历下区 | 地下二层岛式 | 3.696       | 11m      | 12145             | █ 7号线(建设中)                                                                 | 不適用   | ↑        | 2019年12月28日 | [ 10 ] [ 11 ] [ 6 ] |
| 一期 | 奥体中心站 | 历下区 | 地下三层岛式 | 4.875       | 13m      | 15018.6           | █ 4号线(建设中)                                                                 | L型换乘  | ▼        | 2019年12月28日 | [ 10 ] [ 11 ] [ 6 ] |
| 一期 | 安成街站   | 历下区 | 地下二层岛式 | 5.776       | 11m      | 11069             | █ 6号线(建设中)                                                                 | L型换乘  | ↑        | 2019年12月28日 | [ 10 ] [ 11 ] [ 6 ] |
| 一期 | 丁家庄站   | 历下区 | 地下三层岛式 | 6.796       | 13m      | 16537             | 不適用                                                                          | 不適用   | ▼        | 2019年12月28日 | [ 10 ] [ 11 ] [ 6 ] |
| 一期 | 花园东路站 | 历下区 | 地下二层岛式 | 8.965       | 13m      | 25132             | 不適用                                                                          | 不適用   | ↑        | 2019年12月28日 | [ 10 ] [ 11 ] [ 6 ] |
| 一期 | 八涧堡站   | 历下区 | 地下三层岛式 | 9.966       | 13m      | 26254             | █ 2号线                                                                         | T型换乘  | ▼        | 2019年12月28日 | [ 10 ] [ 11 ] [ 6 ] |
| 一期 | 张马屯站   | 历城区 | 地下二层岛式 | 12.328      | 11m      | 10397             | 不適用                                                                          | 不適用   | ↑        | 2019年12月28日 | [ 10 ] [ 11 ] [ 6 ] |
| 一期 | 王舍人站   | 历城区 | 地下二层岛式 | 14.417      | 11m      | 14172             | 不適用                                                                          | 不適用   | ▼        | 2019年12月28日 | [ 10 ] [ 11 ] [ 6 ] |
| 一期 | 裴家营站   | 历城区 | 地下二层岛式 | 17.73       | 11m      | 12172             | █ 9号线(建设中)                                                                 | 不適用   | ↑        | 2023年10月25日 | [ 10 ] [ 11 ] [ 6 ] |
| 一期 | 济南东站   | 历城区 | 地下三层岛式 | 18.971      | 14m      | 32693             | █ 6号线(建设中)                                                                 | T型换乘  | ●        | 2019年12月28日 | [ 10 ] [ 11 ] [ 6 ] |
| 一期 | 滩头站     | 历城区 | 地下二层岛式 | 21.592      | 未知     | 未知              | 不適用                                                                          | 不適用   | ↑        | 2019年12月28日 | [ 10 ] [ 11 ] [ 6 ] |
| 二期 | 曲家庄站   | 历城区 | 地下二层岛式 | 22.632      | 11m      | 14536.52          | 不適用                                                                          | 不適用   | ↑        | 2024年11月22日 | [ 10 ] [ 11 ] [ 6 ] |
| 二期 | 川流站     | 历城区 | 地下二层岛式 | 24.250      | 11m      | 15360.55          | 不適用                                                                          | 不適用   | ↑        | 2024年11月22日 | [ 10 ] [ 11 ] [ 6 ] |
| 二期 | 临港北路站 | 历城区 | 地下二层岛式 | 27.747      | 11m      | 19551.05          | 不適用                                                                          | 不適用   | ↑        | 2024年11月22日 | [ 10 ] [ 11 ] [ 6 ] |
| 二期 | 临空站     | 历城区 | 地下二层岛式 | 31.297      | 11m      | 12745             | █ 12号线(规划中、远期预留)                                                      | 未知     | ↑        | 2024年11月22日 | [ 10 ] [ 11 ] [ 6 ] |
| 二期 | 机场南站   | 历城区 | 地下二层岛式 | 33.675      | 11m      | 15462             | █ 12号线(规划中、远期预留)                                                      | 未知     | ●        | 2024年11月22日 | [ 10 ] [ 11 ] [ 6 ] |
| 二期 | 机场北站   | 历城区 | 地下二层岛式 | 34.328      | 14m      | 19342             | █ 5号线(规划中、远期预留) █ 12号线(规划中、远期预留) █ S3号线(规划中、远期预留) | 未知     | X        | 建设中         | [ 10 ] [ 11 ] [ 6 ] |

## 车辆

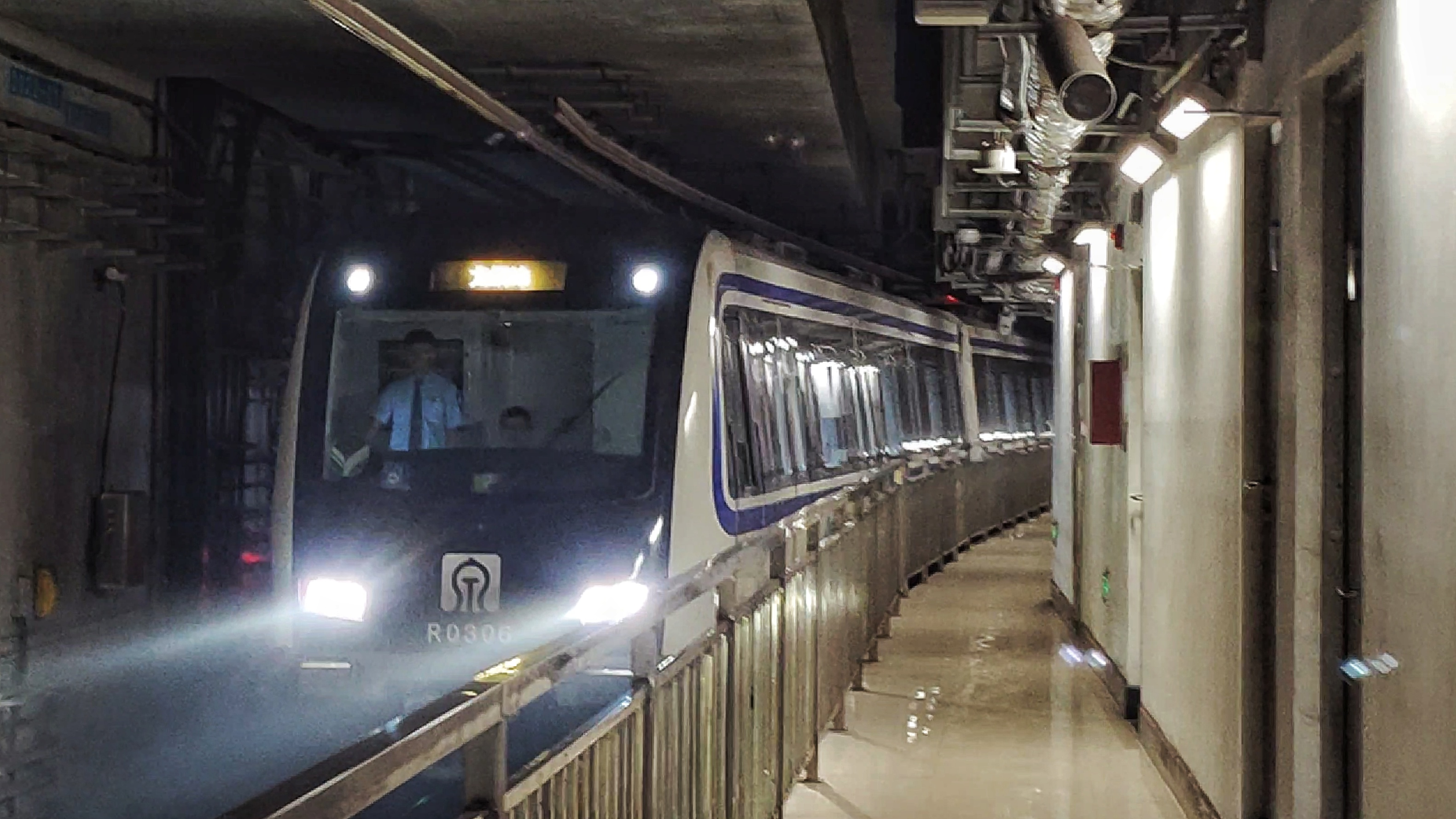
济南地铁3号线列车

线路轨距为1435mm，初、近、远期均采用B型车6辆编组，4动2拖，载客量（定员）1260人/列。

## 设计
济南轨道交通3号线的主体色是“智慧蓝”，车站装修以“龙腾舜城”为主题，其中“龙腾”代表对济南东部崛起的期许，“舜城”表示传承济南传统文化的决心。整条线路各站点将站点空间、设备设施、墙面天花、灯具导向等因素统一考虑，融入整体空间设计，不同车站各有特色，各不相同，将济南的自然生态、运动、泉水、甲骨文等城市元素融入空间之中。车站的装修设计获得了2020年度IAI室内奖-金奖。

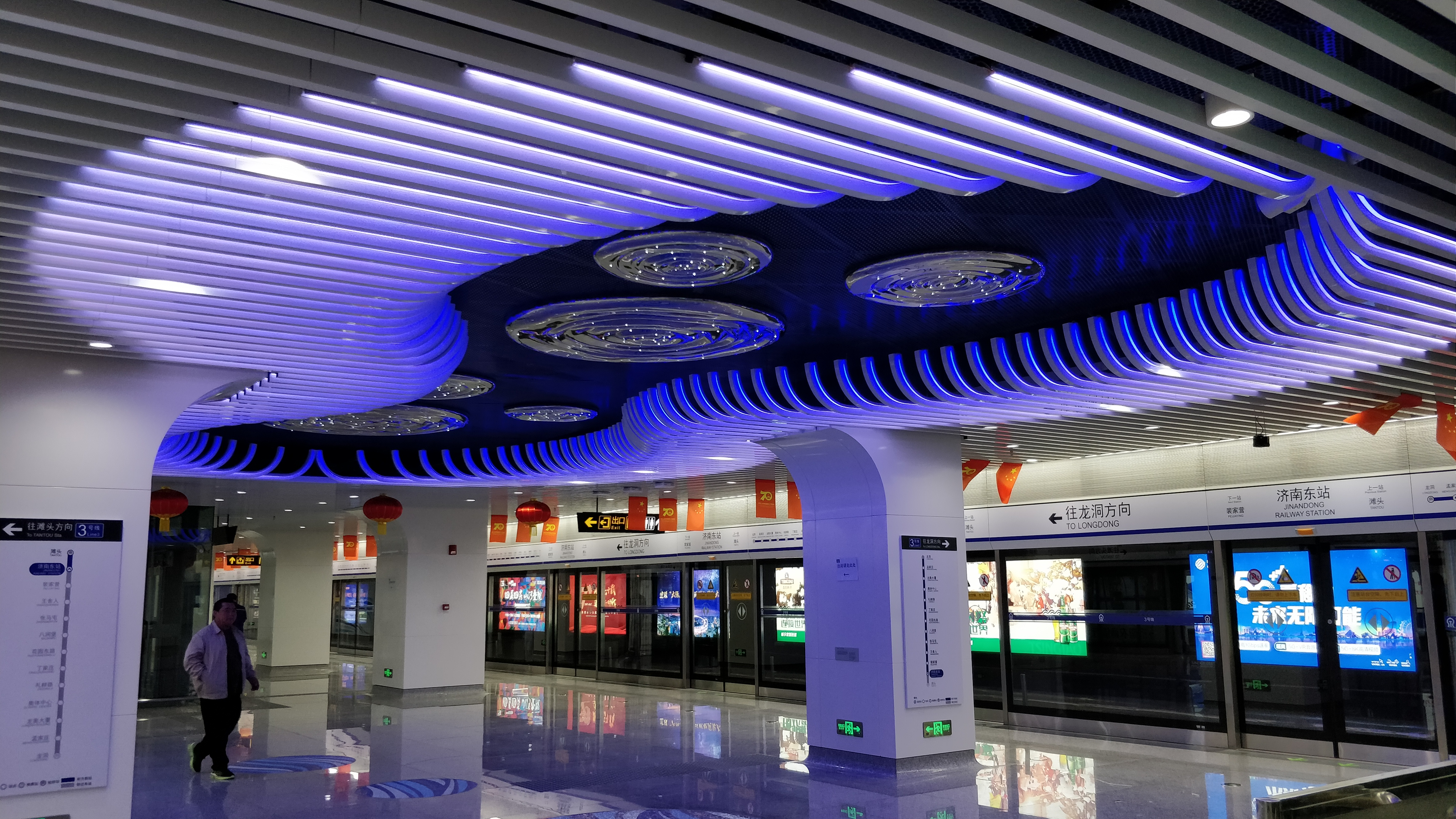
济南东站设计引入“泉水”、“泉眼”元素

## 施工标段
一期工程划分为6个标段：
- 一标段：龙洞庄站～孟家庄站、出入段线（2站1区间1出入场线），规模2836米，中铁三局集团有限公司中标。
- 二标段：孟家庄站（不含）～龙奥站～奥体中心站西（2站2区间），规模2785米，中铁十四局集团有限公司中标。
- 三标段：奥体中心西站（不含）～礼耕路站～丁家东站（2站2区间），规模1445米，中铁四局集团有限公司中标。
- 四标段：丁家东站（不含）～盛福庄站～西周家庄站（2站2区间），规模2430米，中铁五局集团有限公司中标。
- 五标段：西周家庄站（不含）～工业北路站～王舍人站～裴家营站（不含）（2站3区间），规模6836米，中铁十二局集团有限公司（济南城建集团有限公司）中标。
- 六标段：裴家营站～济南新东站（不含）～滩头站～济南东车辆段（不含）（2站2区间1出入段线），规模3961米，北京建工集团有限责任公司中标。